# Iran al Turkvision Song Contest
Il L'Iran ha partecipato a 2 edizioni del Turkvision Song Contest a partire dal 2014. La rete che cura le varie partecipazioni è l'IRIB. Si ritira nel 2020.

## Partecipazioni
- Primo posto
- Secondo posto
- Terzo posto
- Ultimo posto

| Anno                            | Artista       | Canzone       | Posizione | Punti | Note |
| ------------------------------- | ------------- | ------------- | --------- | ----- | ---- |
| Nessuna partecipazione nel 2013 |               |               |           |       |      |
| 2014                            | Barish Grubu  | "Heydar Baba" | 13        | 167   |      |
| 2015                            | Reza Esbilani | "Menim Arzum" | 19        | 131   |      |
| Nessuna partecipazione nel 2020 |               |               |           |       |      |